# Cheilodipterus
Cheilodipterus es un género de peces de la familia Apogonidae, del orden Perciformes. Este género marino fue descrito por primera vez en 1801 por Bernard Germain de Lacépède.

## Especies
Especies reconocidas del género:
- Cheilodipterus alleni Gon, 1993
- Cheilodipterus arabicus (Gmelin, 1789)
- Cheilodipterus artus J. L. B. Smith, 1961
- Cheilodipterus intermedius Gon, 1993
- Cheilodipterus isostigmus (L. P. Schultz, 1940)
- Cheilodipterus lachneri Klausewitz, 1959
- Cheilodipterus macrodon (Lacépède, 1802)
- Cheilodipterus nigrotaeniatus H. M. Smith & Radcliffe, 1912
- Cheilodipterus novemstriatus (Rüppell, 1838)
- Cheilodipterus octovittatus G. Cuvier, 1828
- Cheilodipterus parazonatus Gon, 1993
- Cheilodipterus persicus Gon, 1993
- Cheilodipterus pygmaios Gon, 1993
- Cheilodipterus quinquelineatus G. Cuvier, 1828
- Cheilodipterus singapurensis Bleeker, 1860
- Cheilodipterus subulatus M. C. W. Weber, 1909
- Cheilodipterus zonatus H. M. Smith & Radcliffe, 1912

### Lectura recomendada
- Bleeker, P., 1859-1860. Derde bijdrage tot de kennis der vischfauna van Singapoera. Natuurkundig Tijdschrift voor Nederlandsch Indië v. 20: 446-456.
- Weber, M., 1909. Diagnosen neuer Fische der Siboga-Expedition. Notes from the Leyden Museum v. 31 (note 4): 143-169.
- Cuvier, G. & Valenciennes, A., 1828. Histoire naturelle des poissons. Tome second. Livre Troisième. Des poissons de la famille des perches, ou des percoïdes. Histoire naturelle des poissons. v. 2: i-xxi + 2 pp. + 1-490, Pls. 9-40.
- Smith, J. L. B., 1961. Fishes of the family Apogonidae of the western Indian Ocean and the Red Sea. Ichthyological Bulletin of the J. L. B. Smith Institute of Ichthyology Núm. 22: 373-418, Pls. 46-52.
- Schultz, L. P., 1940. Two new genera and three new species of cheilodipterid fishes, with notes on the other genera of the family. Proceedings of the United States National Museum v. 88 (núm. 3085): 403-423.